# Diaphus jenseni
Diaphus jenseni är en fiskart som beskrevs av Tåning 1932. Diaphus jenseni ingår i släktet Diaphus och familjen prickfiskar. Inga underarter finns listade i Catalogue of Life.